# Daisy Chainsaw
I Daisy Chainsaw sono stati un gruppo musicale britannico, formatosi nel 1989.

## Storia
I Daisy Chainsaw si sono formati nel 1989, quando KatieJane Garside ha notato un annuncio del chitarrista Crispin Gray.  Dopo aver rifiutato un contratto discografico  dall'etichetta fondata da Madonna Maverick Records e aver firmato con la One Little Independent Records, nel 1992 è stato pubblicato il loro album di debutto, intitolato Eleventeen, che ha raggiunto la 62ª posizione della Official Albums Chart. È stato promosso dai singoli Love Your Money e Pink Flower / Room Eleven, arrivati rispettivamente alla numero 26 e 65 della classifica britannica. A supporto dell'album sono partiti in tour con i Mudhoney, gli Hole, gli Sheep on Drugs e gli Elephant Witch. Nel 1993 Garside ha lasciato il gruppo e si è ritirata dalle scene musicali, venendo sostituita da Belinda Leith. La nuova formazione ha pubblicato il disco nel 1994 For They Know Not What They Do, ma Leith aveva abbandonato il gruppo già prima della sua uscita.

## Discografia

### Album in studio
- 1992 – Eleventeen
- 1994 – For They Know Not What They Do

### EP
- 1991 – Love Sick Pleasure
- 1995 – You're Gruesome

### Singoli
- 1991 – Love Your Money
- 1992 – Pink Flower / Room Eleven
- 1992 – Hope Your Dreams Come True
- 1994 – The Future Free
- 1994 – Love Me Forever